# Rouellé
Rouellé foi uma comuna francesa na região administrativa da Normandia, no departamento Orne. Estendia-se por uma área de 10,9 km². Em 2010 a comuna tinha 202 habitantes (densidade: 18,5 hab./km²).
Em 1 de janeiro de 2016, passou a formar parte da nova comuna de Domfront en Poiraie.